# Buergeria japonica
Espèce
Synonymes
- Ixalus japonicus Hallowell, 1861 "1860"
- Rana macropus Boulenger, 1886
- Rhacophorus japonicus (Hallowell, 1861)

Statut de conservation UICN

 LC  : Préoccupation mineure
Buergeria japonica est une espèce d'amphibiens de la famille des Rhacophoridae.

## Répartition
Cette espèce se rencontre sur l'île de Taïwan et dans les îles Ryūkyū au Japon. Elle est présente du niveau de la mer jusqu'à 1 800 m d'altitude mais est plus commune aux basses altitudes.

## Description
Buergeria japonica mesure de 25 à 30 mm pour les mâles et de 27 à 37 mm pour les femelles. Son dos varie entre le gris, le brun, le jaune, etc., avec une capacité à changer de couleur. Il s'agit d'une espèce terrestre aux mœurs essentiellement nocturnes.

## Étymologie
Cette espèce est nommée en référence au lieu de sa découverte, le Japon.

## Publication originale
- Hallowell, 1861 "1860" : Report upon the Reptilia of the North Pacific Exploring Expedition, under command of Capt. John Rogers, U. S. N. Proceedings of the Academy of Natural Sciences of Philadelphia, vol. 12, p. 480-510 (texte intégral).